# Punay Pratap Singh
Pour les articles homonymes, voir Singh.
Punay Pratrap Singh est un coureur cycliste indien né en 1994.

## Biographie
En novembre 2019, il est sacré champion d'Inde sur route à Bikaner.

## Palmarès
- 2017
  - 3e du championnat d'Inde du contre-la-montre espoirs
- 2019
  -  Champion d'Inde sur route